# Wypasne (obwód odeski)
Wypasne (ukr. Випасне) – wieś na Ukrainie, w obwodzie odeskim, w rejonie białogrodzkim, w hromadzie Mołoha. W 2001 liczyła 7675 mieszkańców, wśród których 6948 wskazało jako ojczysty język ukraiński, 540 rosyjski, 92 mołdawski, 2 węgierski, 40 bułgarski, 13 białoruski, 1 ormiański, 17 gagauski, 3 romski, 1 słowacki, 13 inny, a 5 osób się nie zadeklarowało.